# Bataille de Pungdo
Guerre sino-japonaise (1894-1895)
Batailles
Première guerre sino-japonaise
- Palais de Gyeongbok
- Pungdo
- Seonghwan
- Pyongyang
- Yalou
- Jiuliancheng
- Lüshunkou
- Port-Arthur
- Weihaiwei
- Yingkou
- Pescadores

La bataille de Pungdo (豊島沖海戦) est le premier engagement naval de la guerre sino-japonaise de 1894-1895. Elle a lieu le 25 juillet 1894 au large d'Asan dans la région coréenne du Chungcheong du Sud et oppose trois croiseurs de la marine impériale japonaise à trois bâtiments chinois de la flotte de Beiyang escortant un navire transportant des troupes de l'armée de Beiyang.

## Contexte
La Chine des Qing et le Japon sont tous les deux intervenus en Corée contre la rébellion paysanne du Donghak. Alors que la Chine essaye de maintenir ses relations de souverain avec la Corée, le Japon désire accroître sa sphère d'influence. Les deux pays disposent déjà de troupes en Corée à la demande de différentes factions du gouvernement coréen. Les troupes chinoises de l'armée de Beiyang, stationnées à Asan au Sud de Séoul, comptent 3 000 hommes début juillet et peuvent être approvisionnées par la mer via la baie d'Asan. Leur situation est très similaire à la position britannique au début de la campagne de Yorktown durant la guerre d'indépendance américaine.
Le plan japonais est de bloquer l'entrée de la baie d'Asan, pendant que leurs forces terrestres encerclent le détachement de l'armée de Beiyang à Asan avant que des renforts n'arrivent par la mer.
Certains commandants de la flotte de Beiyang sont conscients de cette situation dangereuse et préconisent de replier les troupes jusqu'à Pyongyang plus au Nord, ou d'amener la flotte de Beiyang entière à Inchon comme moyen de dissuasion contre les intentions japonaises. Néanmoins, le commandement Qing est divisé entre l'instinct du vice-roi Li Hongzhang à préserver sa flotte du danger et la demande de l'empereur Guangxu pour une politique agressive. Comme compromis, le détachement d'Asan est renforcé par des renforts arrivant par la mer et escortés par des navires déjà présents dans les eaux coréennes. L'inaction paralyse le commandement chinois à la veille de la guerre.

## La bataille

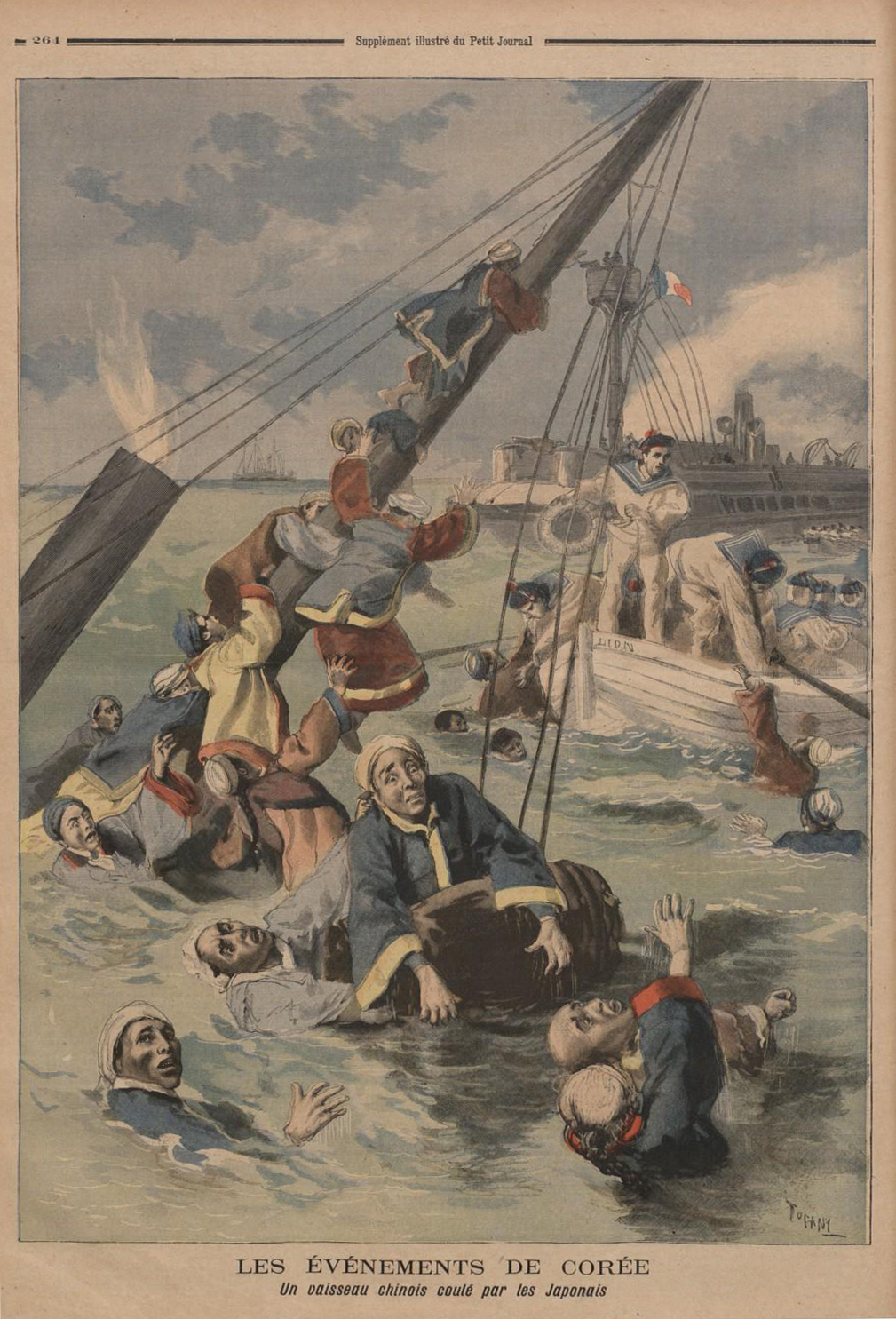
Illustration du Petit Journal représentant des survivants du Kowshing secourus par le navire français Le Lion.

Selon les récits chinois de la bataille, les navires Qing, le croiseur Jiyuan et la canonnière Kwang-Yi, basés à Asan depuis le 23 juillet, quittent le port le matin du 25 juillet et rejoignent le navire de transport Kowshing et la canonnière Tsao-Kiang en route depuis Tianjin. À 7h45, près de Pungdo, une petite île (aussi appelée île Feng dans les sources occidentales) situées à l'extérieur de la baie d'Asan dans les eaux territoriales coréennes, les deux navires chinois sont attaqués par les trois croiseurs japonais Akitsushima, Naniwa, et Yoshino. Les navires chinois contre-attaquent à 7h52.
Selon les récits japonais, à 7h00 le 25 juillet, les croiseurs japonais Yoshino, Naniwa, et Akitsushima, qui patrouillaient dans la mer Jaune au large d'Asan, auraient rencontré le croiseur chinois Jiyuan et la canonnière Kwang-yi. Ces vaisseaux avaient quitté Asan afin de rejoindre une autre canonnière chinoise, le Tsao-kiang, qui escortait le navire de transport Kowshing en route pour Asan. Les deux vaisseaux chinois n'auraient pas répondu au salut japonais comme requis dans le droit maritime international, et lorsque les Japonais prirent la direction du Sud-Ouest, les Chinois ouvrirent le feu.
La bataille se déroule en ordre rapproché, et le Jiyuan est sérieusement endommagé et commence à perdre le contrôle, mais l'un des conseillers militaires allemands se trouvant à bord, Hoffman, réussit à réparer la barre, et le navire retrouve sa capacité de manœuvrer. L'arrivée opportune de la canonnière Kwang-yi distrait le Naniwa, et le Yoshino et le Jiyuen utilisent l'opportunité pour rompre l'engagement et fuir. Le transporteur Kwang-yi s'échoue alors sur des rochers, et sa poudrière explose. Le Yoshino poursuit le Jiyuen, mais est incapable, pour des raisons incertaines, de rattraper le navire plus lent.
Dans le même temps, le Tsao-kiang et le transporteur Kowshing, qui arbore un pavillon civil britannique et convoie plus de 1 200 hommes de l'armée de Beiyang et de l'approvisionnement, ont l'infortune d'arriver dans la bataille. À environ 9h00, le Kowshing reçoit l'ordre de suivre le croiseur Naniwa jusqu'à l'escadre japonaise principale. Après une protestation citant la neutralité du drapeau britannique, le capitaine anglais, Thomas Ryder Galsworthy, accepte. Cependant, les soldats chinois à bord se révoltent et menacent de tuer l'équipage si Galsworthy ne les ramène pas en Chine. Après quatre heures de négociations, et alors que les troupes de Beiyang sont momentanément distraites, Galsworthy et l'équipage britannique sautent à la mer et nagent jusqu'au Naniwa, mais les Chinois leur tirent dessus. La majorité des marins sont tués mais Galsworthy et deux autres marins sont secourus par les Japonais. Le Naniwa ouvre alors le feu sur le Kowshing, le coulant lui et ses mutins.
Quelques personnes à bord (comme le conseiller militaire allemand Constantin von Hanneken) réussissent à s'échapper à la nage et sont secourus par un pêcheur local.
Le premier officier du Kowshing accordera une entrevue au Times le 25 octobre 1894 où il déclarera que les Chinois avaient été distraits par une torpille du Naniwa qui n'avait pas explosé, et qu'il avait réussi à sauter à la mer après que le croiseur japonais ait commencé à bombarder le Naniwa. Dans l'eau, les Chinois lui auraient tiré dessus et blessé, mais il est sauvé par les Japonais avec d'autres survivants européens. Il déclare que le Naniwa a coulé deux canots de sauvetage pleins de troupes chinoises. Seuls trois membres de l'équipage du Kowshing sur quarante-trois, ont survécu au naufrage.
Les pertes chinoises comptent 1 100 morts, dont plus de 800 étaient dans le navire de transport, contre aucune pour les Japonais. 300 soldats chinois ont survécu en rejoignant à la nage les îles alentour. À 14h00, le croiseur Akitsushima intercepte le Tsao-kiang et le capture rapidement.

## Conséquences de la bataille
La bataille a un impact direct sur les combats terrestres. Les renforts de douze canons se trouvant à bord du Kowshing et le matériel militaire à bord du Tsao-kiang ne parviennent jamais à Asan. Et le détachement de l'armée de Beiyang à Asan, isolé et en infériorité numérique, est attaqué et défait à la bataille de Seonghwan quatre jours plus tard. La déclaration de guerre officielle est proclamée le 1er août 1894, après cette bataille.
Le Naniwa était commandé par le capitaine (et plus tard amiral de la flotte) Tōgō Heihachirō. La compagnie britannique Jardine, Matheson & Co. (surtout connue pour faire du trafic d'opium en Chine) propriétaire du Kowshing proteste contre l'action dans la presse britannique et demande une compensation du gouvernement japonais. La réaction publique aux tirs japonais contre un navire arborant le pavillon britannique mena presque à l'incident diplomatique entre le Japon et le Royaume-Uni. L'empire du Japon fut aussi critiqué pour n'avoir pas secouru les survivants chinois du naufrage. Cependant, les demandes d'indemnité cessèrent lorsque des juristes britanniques reconnurent que l'action était en conformité avec le droit international sur le traitement des mutins.
Le naufrage est également cité par le gouvernement chinois comme l'une des « actions perfides » des Japonais dans sa déclaration de guerre officielle.
La conséquence principale de la bataille est l'introduction des lois occidentales sur les prises de guerre dans le droit japonais. Le 21 août 1894, une nouvelle loi japonaise prévoit la mise en place d'un conseil des prises à Sasebo pour juger ces questions.
En 2000, une compagnie coréenne repêche l'épave du Kowshing, après avoir affirmé aux investisseurs que le navire contenait un trésor de lingots d'or et d'argent. L'épave est détruite durant l'opération, et seuls quelques objets de faible valeur monétaire sont découverts.